# ロバート・サクストン
ロバート・サクストン（Robert Saxton, 1953年 - ）はイギリスの作曲家・大学教授。
ベンジャミン・ブリテンの助言と励ましを受けつつ、エリザベス・ラッチェンスより作曲の個人指導を受ける。ケンブリッジ大学でロビン・ハロウェイに、オックスフォード大学研究科でロバート・シャーロー・ジョンソンに師事した後、ルチアーノ・ベリオにも学んだ。知的で複雑な作風で知られ、込み入ったテクスチュアが特徴的だが、作品は通俗的で直截的である。イギリスの幻想的な伝統文化や、自分の血筋であるユダヤ系の精神文化にも影響されている。教師としても著名であり、ギルドホール音楽演劇学校や王立音楽アカデミーにおいて作曲科の主任教授を務めており、現在はオックスフォード大学ウースター校の講師を担当している。

## 創作歴・受賞歴
- 1975年 — 「歌は何を望むか What Does the Song Hope For? 」によりオランダのガウデアムス音楽週間にて最優秀賞。
- 1977年 — 「 Echoes of the Glass Bead Game 」、ウィグモア・ホールにてロンドン初演。
- 1981年 — 大アンサンブルのための作品「行列とダンス」 Processions and Dances
- 1984年 — 室内アンサンブルのための作品「虹の情緒」 The Sentinel of the Rainbow
- 1985年 —  「室内交響曲<光の輪>」 Chamber Symphony: The Circles of Light (1986年完成)
- 1986年 — フルブライト奨学金を得てプリンストン大学にて研究活動。ヴィオラ協奏曲完成。
- 1991年 — 歌劇「純潔 Caritas 」初演。
- 1993年 — ロストロポーヴィチとロンドン交響楽団による「チェロ協奏曲」の初演
- 1994年 —  Ring Time 完成
- 1995年 —  A Yardstick to the Stars , Canticum Luminis 完成
- 1997年 — ロンドン・バービカンセンターにて「お休み前の祈り Prayer before Sleep 」初演。弦楽四重奏曲「 Songs, Dances and Ellipses 」完成
- 1998年 — オルガン曲「聖カタリナのための音楽」完成
- 2000年 — 無伴奏チェロ・ソナタ完成
- 2003年 — 「5つのモテット」完成。